# 袁家堡站
袁家堡站位于辽宁省凤城市袁家沟村，为沈丹铁路上的一个火车站，2003年撤销。
距离沈阳站203公里，丹东站74公里，隶属沈阳铁路局管辖。